# Óscar Menéndez Zavala
Óscar Enrique Menéndez Zavala (Ciudad de México, 14 de enero de 1934) es un fotógrafo, documentalista y cineasta mexicano que se ha distinguido por el tratamiento cinematográfico de temas sociales. Entre sus obras figura México Bárbaro (1966), inspirada en el libro homónimo de John Kenneth Turner en el que el periodista estadounidense escribió sus vivencias desde el fin del Porfiriato y el desarrollo de la revolución mexicana hasta la decena trágica en 1913.

## Trayectoria
Proviene de una familia de periodistas, escritores e intelectuales yucatecos. Su padre Enrique Menéndez Reyes, su abuelo Antonio Menéndez González, su bisabuelo Antonio Menéndez de la Peña.
Habiendo estudiado cine en la Universidad Carolina, en Praga, Checoslovaquia (actualmente República Checa), durante los años de la guerra fría, Óscar Menéndez se dedicó ya en su país a la fotografía y a desarrollar material fílmico, convirtiéndose en un importante exponente de México del género documental, usándolo como herramienta de valor para documentar la historia contemporánea y contribuir a la salvaguarda de la memoria popular. Ha filmado alrededor de 60 documentales independientes, de muy diversos temas, en su mayoría exhibiendo problemas y movimientos sociales de diversas partes del mundo, pero principalmente de México. 
Ha realizado también documentales sobre el arte como en Malcolm Lowry en México (1988), sobre la estancia del escritor inglés en Cuernavaca durante la década de 1930, cuando escribió la novela Bajo el volcán y en La batalla del Casino de la Selva 2001-2004/Libertad de expresión. Trayectoria de Adolfo Mexiac, artista plástico (2009), cuya inspiración surgió del grabado del mismo nombre, de Adolfo Mexiac sobre la lucha por la justicia.
Fue cofundador del archivo etnográfico del Instituto Nacional Indigenista de México, del que fue nombrado director en 1982. Ha trabajado en el Instituto Nacional de Antropología e Historia (INAH), en Imevisión y TV UNAM, entre otras instituciones.
Es presidente de la Asociación de Documentalistas de México y dirige la distribuidora de documentales La Rana del Sur.

## Obra
Entre los documentales que ha filmado se encuentran:
- Todos somos hermanos (1965)
- México bárbaro (1966)
- Dos de octubre, aquí México (1968) guion supervisado por José Revueltas.
- Únete pueblo (1968)
- Historia de un documento (1970) con material fílmico del movimiento estudiantil de 1968 realizado clandestinamente en 1970 en el penal de Lecumberri.
- Las manos del hombre (1974)
- La música y los mixes (1978)
- Primer cuadro (1979)
- Hablan los tarahumaras (1979)
- Espacios de Juan Rulfo (1993), basado en el libro El sonido en Rulfo, del compositor Julio Estrada.
- Marcos, Marcos (1994 - 2001), relativo al Movimiento Zapatista de Liberación Nacional y a la marcha del ejército del MZLN hacia la Ciudad de México en 2001.
- Rubén Jaramillo (1995)
- La batalla del Casino de la Selva 2001-2004/Libertad de expresión. Trayectoria de Adolfo Mexiac, artista plástico (2009)

## Reconocimientos
- Recibió el Premio Nacional de Periodismo de México en la categoría de cine (1993)
- Obtuvo el primer lugar en la Bienal de Video organizada por el Consejo Nacional de la Cultura y las Artes (Conaculta).
- Recibió el galardón Quinto Centenario.
- Premiado en festivales de cine en video como el de Badajoz, España, y Tashkent, antigua ciudad soviética ahora en Uzbekistán.